# Linux
Linux is een familie van open-source-, Unix-achtige besturingssystemen gebaseerd op de Linuxkernel. De verschillende Linuxvarianten worden Linuxdistributies genoemd en zijn meestal gratis verkrijgbaar. De Linuxkernel wordt verspreid onder de GNU General Public License (GPL). Omdat Linuxdistributies in de regel gebruikmaken van het GNU-besturingssysteem, de standaard-C-bibliotheek en voldoen aan de POSIX-standaard, wordt het geheel ook wel GNU/Linux genoemd.

## Geschiedenis

### Unix
Het besturingssysteem Unix werd in 1969 door Ken Thompson, Dennis Ritchie, Douglas Mcllroy en Joe Ossanna van AT&T Bell Laboratories ontwikkeld. Unix werd voor het eerst uitgegeven in 1971, het was toen volledig geschreven in een assembleertaal, een normaal gebruik in die tijd. In 1973 werd Unix – toen heel vooruitstrevend – door Dennis Ritchie volledig herschreven in de programmeertaal C (met uitzonderingen voor de kernel en I/O). De beschikbaarheid van een besturingssysteem geschreven in een hogere programmeertaal zorgde voor een gemakkelijkere overgang naar verschillende computerplatforms.
Door een juridisch probleem waardoor AT&T de broncode moest openstellen voor iedereen die het vroeg, groeide Unix vlug en werd het gebruikt door academische instituten en zaken. In 1984 scheidden de wegen van AT&T en Bell Laboratories. Vrij van de juridische problemen die ervoor zorgden dat de licentie voor iedereen vrij te verkrijgen was, begon Bell met het verkopen van Unix als een niet-vrij product.

### GNU
In 1984 nam de Amerikaan Richard M. Stallman het initiatief tot het GNU-project, dat de ontwikkeling behelsde van een compleet, op Unix gelijkend besturingssysteem. Met een groep vrijwilligers, uitmondend in de Free Software Foundation, ging Stallman aan de slag.
Na enkele jaren waren er veel goede en vrije hulp-, ontwikkelings- en toepassingsprogramma's beschikbaar onder de GNU-vlag. Deze onderdelen van het GNU-project, zoals de macro-verwerker m4, de compiler gcc (voor C en andere programmeertalen) en de teksteditor emacs, werden al snel populair op andere Unix-achtige systemen. Maar de kernel van het nieuwe systeem (die inmiddels bekendstaat als Hurd) was veel moeilijker te ontwerpen dan verwacht en ontbrak nog.

### Linux

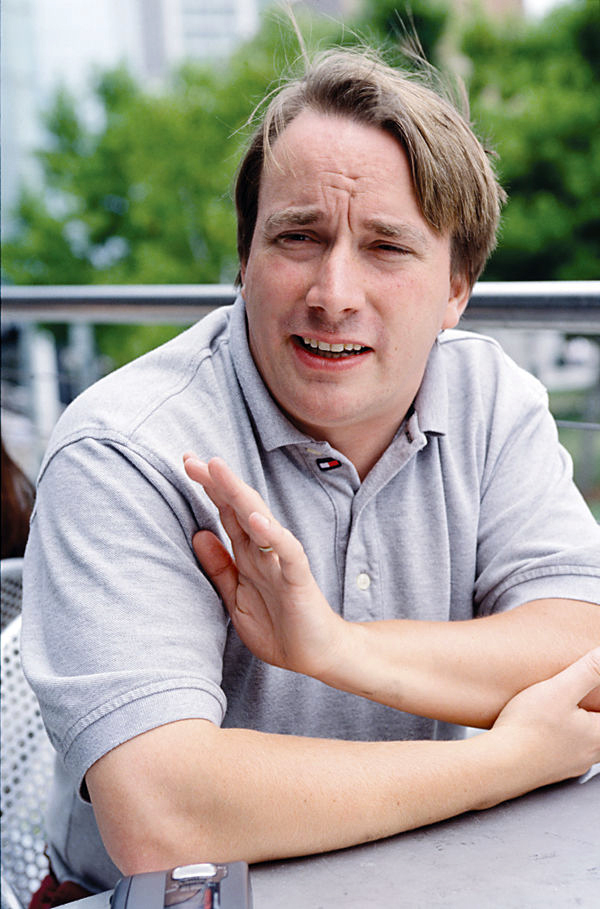
Linus Torvalds, Fins informaticus, begon met de ontwikkeling van de Linuxkernel

In 1991 wilde de Fin Linus Torvalds, die op de universiteit kennis had gemaakt met Unix, ook een soortgelijk besturingssysteem hebben om thuis te gebruiken. Omdat commerciële pakketten te duur waren, was hij genoodzaakt Minix te gebruiken. Al snel voldeed dit besturingssysteem niet meer en besloot hij zijn eigen besturingssysteem te maken. Zijn eerste versie was niet echt een bruikbaar besturingssysteem, maar meer een speeltje voor hackers en programmeurs. Al snel werden er andere ontwikkelaars aangetrokken tot Linus' project en zo groeide Linux al snel uit tot een volledig productief besturingssysteem.
Linux is in feite geen volledig besturingssysteem, maar omvat alleen de kernel. De kernel zorgt er onder andere voor dat software en hardware kunnen samenwerken. Torvalds heeft alleen de kernel gemaakt en heeft als software bestaande GNU-software gebruikt. De kernel werd aangepast zodat de GNU-software hierop kon werken. Daarom wordt het besturingssysteem ook wel GNU/Linux genoemd. In de loop der jaren is er echter steeds meer niet-GNU-software bij gekomen (zoals software onder de BSD-licentie) en is volgens sommigen de naam GNU/Linux dan ook minder van toepassing. Essentiële onderdelen als glibc, fileutils en gcc zijn echter nog steeds GNU. Het volledige systeem wordt meestal kortweg Linux genoemd. Bovendien zijn er systemen (zoals vele embedded systemen) waar boven op de Linuxkernel geen GNU-tools gebruikt worden, waardoor de naam GNU/Linux dan helemaal niet van toepassing is.
In 1992 en 1993 groeide Linux uit tot een volledig functionele kernel en kreeg het ook steeds meer aandacht. Verschillende bedrijven begonnen eigen distributies te ontwikkelen. In 1994 kwamen de eerste nummers uit van het tijdschrift Linux Journal.
Sinds versie 1.0 van de Linuxkernel in 1994 is uitgekomen, is de kernel sterk verbeterd en stabieler geworden. Linux wordt inmiddels door veel bedrijven verkozen boven andere besturingssystemen en dit vooral in de servermarkt. Ook voor embedded toepassingen zoals in mobiele telefoons is Linux populair en verder draaien 92% van de 500 snelste computers ter wereld op Linux. De grootste Linuxgebruiker is Google, met meer dan 2.500.000 servers.

## Basisonderdelen
Er is een verschil tussen het besturingssysteem en de kernel. De basisonderdelen van een Linuxsysteem, zoals basistoepassingen, bibliotheken, compilers en hulpprogramma's, houden zich aan de POSIX-standaarden. Vaak zijn dit GNU-implementaties, maar ook alternatieven zoals BusyBox en µClibc zijn mogelijk. Van de kernel bestaan vele versies, die volgens een bepaald systeem genummerd worden. Meer informatie daarover staat onder Linuxkernel.
Daarnaast heeft Linux op desktop-pc's tegenwoordig meestal een grafische gebruikersomgeving, draaiend onder het X Window System. Er zijn verscheidene van deze met elkaar concurrerende grafische omgevingen, waarvan de populairste GNOME (van het GNU-project) en KDE zijn; veel distributies bevatten beide. Onlangs zijn deze omgevingen voorzichtig toenadering tot elkaar gaan zoeken en wordt de samenwerking tussen de onder deze omgevingen draaiende programma's langzaam verbeterd.

## Distributies
Om Linux te kunnen installeren op een thuiscomputer of server, kan men gebruikmaken van zogenaamde distributies. Zo'n distributie bestaat uit een verzameling basistoepassingen, bibliotheken en een Linuxkernel, vergezeld van een set installatieprogramma's, het X Window System en meestal een hoop extra programmatuur. Zulke distro's zijn vaak toegespitst op een bepaald toepassingsdoel. Bij sommige commerciële distributies, zoals bij Red Hat Enterprise Linux en Ubuntu, is er ondersteuning tegen betaling beschikbaar. De distributie is daarentegen meestal gratis: gebruikers kunnen optioneel helpdeskondersteuning en handleidingen aanschaffen.

## Gebruikersgroepen
Sommige Linuxgebruikers verenigen zich in GUG's, GLUG's en LUG's, respectievelijk GNU Users Group, GNU/Linux Users Group en Linux Users Group.

## Toepassing
Linux werd historisch gezien voornamelijk gebruikt als serversysteem voor bedrijven. Op desktopgebied heeft Linux nog geen sterke positie weten te veroveren: in 2012 had Linux een marktaandeel van 1,18% volgens NetMarketShare. Een belangrijke reden hiervoor is dat de meeste computers met een vooraf geïnstalleerde versie van het Windowsbesturingssysteem verkocht worden. Door deze koppelverkoop is Windows het vertrouwde besturingssysteem voor de meeste eindgebruikers. Het reeds aanwezige besturingssysteem waarvoor men betaalde bij aankoop zelf vervangen of laten vervangen door een Linuxdistributie die afwijkt van de vertrouwde gebruikerservaring is een stap die slechts weinig eindgebruikers zetten. Een mogelijke reden hiervan was dat Linux niet makkelijk geconfigureerd kan worden bij gebruik van minder gangbare hardwareonderdelen. Inmiddels is dit ook sterk verbeterd.
Op servergebied heeft Linux een uitstekende positie: het marktaandeel is aanzienlijk en vooral voor websites is Linux marktleider. Het Linuxmarktaandeel is echter niet eenvoudig af te leiden vanuit de verkoopcijfers van serverhardware, omdat in de regel Windows geïnstalleerd wordt.
De installatie en verwijdering van software wordt in de meeste distributies afgehandeld door speciaal voor dit doeleinde ontwikkelde software: de pakketbeheersoftware. Dit stelt een gebruiker in staat om een keuze te maken uit duizenden pakketten die specifiek voor de betreffende distributie geconfigureerd zijn.
Linux wordt veel gebruikt in combinatie met Apache, MySQL en PHP, en Perl of Python. Deze combinatie van software wordt LAMP genoemd en is de basis van veel internetservers door de eenvoudige verkrijgbaarheid en open structuur.
Omwille van de lage kosten, hoge configureerbaarheid en beschikbaarheid op diverse platformen, wordt Linux ook meer en meer gebruikt op embedded systemen; men spreekt dan van embedded Linux. Mogelijke toepassingen zijn te vinden binnen settopboxen voor televisie, mobiele telefoons, routenavigatiesystemen en mobiele apparaten zoals pda's. Linux wordt zo een concurrent van Symbian voor mobiele telefoons, en een alternatief voor Windows Mobile en Palm OS op handheld devices. Ook Googles besturingssysteem Android (voor smartphones en tablets) is op Linux gebaseerd. Chromebook, dat op Chrome OS met Linux-kernel draait, domineert de Amerikaanse onderwijsmarkt. Antivirussoftware op een Chromebook is niet nodig - Google heeft Chrome OS en Chromebooks ontworpen zodat ze de virussen zoals op Windows praktisch niet kunnen krijgen.
Ook op supercomputers wordt Linux steeds populairder. Op de TOP500-lijst van supercomputers van juni 2012 draaide 90% van de snelste computers op Linux.

## Vakbladen
Bijna elk land kent wel zijn eigen Linux Magazine. Het Nederlandse blad Linux Magazine wordt uitgegeven door Reshift Digital.